# Флорида (Уругвай)
Вижте пояснителната страница за други значения на Флорида.
Флорида (на испански: Florida) е град с надморска височина 70 метра, административен център на департамента Флорида, Уругвай. Населението на града е 33 639 души (2011 г.).